# Can Bancells
Can Bancells és una masia al sud del terme de Maçanet de la Selva inclosa a l'Inventari del Patrimoni Arquitectònic de Catalunya. Les primeres notícies de Can Bancells són del segle xvi Can Bancells era la casa pairal original dels Buscastell, abans de traslladar-se a l'actual Can Buscastells, una mica més al nord. Allà s'hi quedaren masovers fins a l'any 1969. Pocs anys després, amb la construcció de l'autopista es va vendre a una empresa filial d' "Autopistas del Mediterráneo SA" i tot seguit es va abandonar.
Conjunt d'edificis compost per diverses ampliacions al voltant de la construcció nuclear. L'edifici original té dues plantes i coberta de dues aigües a laterals, amb cornisa "catalana". A la façana hi destaquen les restes de la finestra del primer pis, amb llinda d'arc conopial lobulat, el rellotge de sol i la llinda horitzontal i els brancals de la porta d'entrada. El cos de la dreta fou destinat a pallisses. Té una porta d'accés amb una gran arcada mig derruïda. El cos de l'esquerra, amb tres plantes i galeria superior d'obertures de mig punt, serví d'habitatge.